# 求生之路
《求生之路》，中国大陆又叫做生死4人组，是一款以喪屍為主題的恐怖生存類第一人称射击游戏，由維爾福軟件公司旗下的Turtle Rock工作室製作。此遊戲使用的是Source引擎，有個人電腦和Xbox 360版本。
在2008年萬聖節開發小組對外發佈了遊戲介紹影片，影片是遊戲劇情「毫不留情」（No Mercy）的開頭。其後《求生之路》分別在2008年11月18日和11月21日於美國和歐洲上市，並在2009年4月28日把市售包裝改為《惡靈勢力：群魔降世》（Left 4 Dead：Survival Pack），其主要內容為增加生存模式。
2009年6月1日，開發小組正式宣佈開發《求生之路2》，並於2009年11月17日推出。同年8月5日，開發小組宣佈會在2009年9月推出新的戰役地圖：「坠机险途」（Crash Course），並於9月29日推出。
2010年8月22日，Valve在Gametrailers.com發佈了一段訪問片段，表示Valve將會推出一個名為「犧牲」（The Sacrifice）的戰役，以及講述惡靈勢力中倖存者們的遭遇的同名數位漫畫（页面存档备份，存于）。在2010年9月15日，漫畫的第一部份在惡靈勢力的
官方網站釋出，並每隔一星期釋出下一部份的漫畫，漫畫共有四個部份，分別講述遊戲中四位倖存者的遭遇。

## 遊戲模式

遊戲中玩家要對抗喪屍並撤离到安全的地方。

玩家要和其他倖存者角色（共四人）一起合作，逃離被病毒感染的區域并對抗沿路上的感染者。玩家要根據沿途所看到的指示逃到下一個安全的地方（安全室），到達指定地點後便要抵抗不斷來襲的喪屍，直到救援的來臨以離開疫區。在逃亡的路上，玩家需要啟動地圖上的一些機關，好讓倖存者能夠繼續前進，但此舉會引起大量感染者的來襲（例如開啟建築物的緊急逃生門，此舉會使建築物的火警鐘響起並引來喪屍。）。玩家也有機會因誤觸機關（例如觸動了汽車的防盜裝置，或者穿過了金屬探測器使探測器響起。）而引發喪屍群的來襲。
遊戲有四種難度可供選擇（容易、一般、進階和專家）。遊戲還設有「成就」供玩家解開，只要玩家能達成成就列表中的要求（如：單獨戰勝tank，完成所有「專家」難度的戰役一次），就可以解開成就並記錄在遊戲中。
目前遊戲模式有四種：

### 戰役模式（Campaign Mode，一般模式）
四個玩家組成隊伍對抗全數由電腦人工智能操控的感染者，倖存者隊伍的任何空缺會由電腦人工智能暫時操控，直到有其他玩家加入來控制該角色。

### 對抗模式（Versus Mode）
四個操控倖存者的玩家對抗四個操控特殊感染者的玩家。雙方在戰役中於每一個章節中交替扮演倖存者和感染者。
倖存者要逃到安全室或離開疫區，感染者就要儘可能地阻止倖存者抵達安全室或逃離疫區。在玩家完成了一個章節後，伺服器就會根據活存下來的人的數目、生命值總和、行進距離以及地圖難度等因素計算雙方的分數，分數較高者為勝。

玩家扮演感染者時，只能扮演Hunter（獵人）、Smoker（煙霧者）、Boomer（嘔吐者）以及隨機出現的Tank（坦克）。在续作求生之路2中，玩家还可扮演新加入的特殊感染者Charger（冲撞者）、Spitter、Jockey。
對抗模式的難度不供玩家選擇，而是被設定為一般。為了遊戲的平衡性，所有對抗模式地圖都在戰役模式地圖的基礎上有一些細節及設定上的修改。在對抗模式中，推開敵人（用槍托推開感染者）是有限制的，當倖存者推開敵人數次後，便會出現疲勞，需冷却一小段時間后才可以繼續使用。

### 生存模式（Survival Mode）
2009年4月23日，游戏加入了生存模式，所有玩家都能透過遊戲更新免費在遊戲中加入這個模式。在生存模式裡，畫面會出現一個計時器，地圖裡也會有大量的物資供玩家使用。當玩家準備好了後，便可以啟動地圖的機關（如起重機的控制杆、無線電等）。當機關被開動後，計時器便會開始計時，同時亦會有大量的感染者不斷來襲，直到所有玩家死亡為止。玩家在開始計時後能堅持一段時間就能獲得獎牌（4分鐘以上獲得銅牌，7分鐘以上獲得銀牌，10分鐘以上獲得金牌）。遊戲中共有十八張生存模式地圖，其中十七張是經修改過的舊有戰役地圖，另外還有一張稱為「最後一刻（Last Stand）」的燈塔地圖。

## 角色、武器和道具

左起：法蘭西斯、比爾、若伊和路易斯。

遊戲中有4名倖存者角色供玩家選擇。包括越戰老兵，前美國陸軍特種部隊成員的比爾（Bill，全名為William Bill Overbeck），當地某電子業經理路易斯（Louis），唯一的女性角色、喜愛恐怖電影的大學生若伊（Zoey）和紋身機車騎士法蘭西斯（Francis）。
玩家可以選擇其中一個角色進行遊戲。在遊戲中，倖存者會有大量的武器使用，M16A2出口型（簡稱為突击步枪（Assault Rifle），可全自動射擊，50發彈匣）、春田製白朗寧M1911A1（簡稱為M1911手枪（M1911 Pistol），15發彈匣，取得兩把的話就會是雙槍，不過第二把沒有手電筒）、烏茲（簡稱為冲锋枪（Submachine Gun），50發彈匣）、Benelli M4 Super 90（簡稱為自動霰彈槍（Auto Shotgun），10發彈倉）、雷明登870泵動式霰彈槍（簡稱為泵動式霰彈槍（Pump-shotgun），8發彈倉）、儒格Mini-14狙擊槍（簡稱為獵用步槍（Hunting Rifle），連15發彈匣及瞄準鏡）、M134迷你砲機槍（簡稱為迷你砲（Minigun），安裝在三腳架上，無限子彈，但會過熱和不能拿走，通常在最後一個章節中在沙包後面出現）和白朗寧M2重機槍（簡稱為重機槍（Heavy Machine Gun），安裝在三腳架上，無限子彈，但會過熱和不能拿走，只會在犧牲者（The Sacrifice）戰役中出現），這些武器都附有一個可隨意開關的迷你手電筒（M134及白朗寧M2除外）。
值得一提的是遊戲中的Pump-Shotgun其實是一種合成的泵動式霰彈槍，此槍參考了雷明登870、伊薩卡37及溫徹斯特1300的外觀，此槍在現實是不存在。
手槍是玩家在遊戲起初必備的武器，以及在受傷倒地時唯一可以使用的武器，玩家有機會在遊戲中獲得多一把手槍。除了手槍外，所有的槍械都有彈藥的限制。
在遊戲中，誤傷對友（Friendly fire）是會被計算的，也就是說，倖存者會被其他倖存者的武器誤傷並損失生命值。在困難度「容易」的遊戲中，倖存者不會因隊友開火而受傷，但遊戲仍會把它紀錄下來。另外，玩家可以利用手上的武器把身旁的喪屍推開。
玩家也可以在遊戲中得到彈藥、急救包、止痛藥、土製鐵管炸彈（其閃光和聲音能夠吸引喪屍撲向炸彈，但是對特殊殭屍無效）和燃烧瓶（製造火種對付成群的喪屍）。也有一些大型物品如汽油罐、瓦斯罐、氧氣筒和隨著犧牲（The Sacrifice）戰役的更新而新增的炸藥桶等，可以幫助對付喪屍（射擊它們以製造爆炸或火焰），不過它們是不能被隨身攜帶的（玩家拿著它們的時候不能拿著槍械，只能推開喪屍；炸藥桶是無法拿著的）。

## 生命值和狀態
倖存者的速度會隨生命值的降低而減慢。當倖存者的生命值降到零的時候就會受傷倒地且無法移動，但是可以使用手槍來自我防衛。倖存者倒地時，角色狀態欄會有另一種血量槽來計算倖存者的生命值，這些生命值會隨時間而減少（失血）。如果在生命值歸零之前倖存者還沒有被扶起的話，倖存者便會死亡。被扶起後的倖存者會有暫時性的生命值（生命值會因為失血而漸漸下降，直至剩下1生命值）。
當倖存者再一次受傷倒地時，同樣地須由其它倖存者扶起，但此時畫面會變成黑白色，表示玩家已經進入瀕死的狀態。這時候如果再次倒地，倖存者便會死亡。
如果倖存者不小心地從高處（如天台）失足墜下的話，雖然倖存者會抓住高處的邊緣但是會無法動彈（不能使用任何東西，包括武器）。無法活動的倖存者得由其他倖存者扶起（救起）。倖存者掛在邊緣無法動彈時，角色狀態欄會有另一種血量棒來計算倖存者的生命值，如果在生命值歸零之前倖存者還沒有被扶起的話，倖存者便會從高處墜下受傷或死亡。倖存者被扶起（救起）後，其剩餘生命值繼承其掛在邊緣時的生命槽的百分值（例如掛邊前有100/100HP,被救起時有200/300HP,則被救起後剩餘66/100HP）。
在戰役模式中，如果倖存者被殺死了的話，只要等待一段時間便可以復活（會出現在遊戲中一些小房間裡，必須由其它倖存者所解救），但如果所有由玩家控制的角色都宣告死亡或者全部倖存者都受傷倒地或死亡的時候，遊戲便會重新開始。
急救包可以增加倖存者的生命值，且能把讓倖存者的狀態回復正常(生命值愈少，回復的生命值就愈多，回復量為已損失的生命值的80%，但無法回復至100/100HP)，而止痛藥則可以為倖存者提供暫時性的生命值（回復50點暫時性的生命值，無法回復至100/100HP），暫時的生命值會隨著藥效消退而慢慢下降（約2秒下降一點）。

## 感染者（Infected）
遊戲中最普遍的感染者便是Zombie Horde（殭屍、喪屍）。
喪屍與倖存者為敵，他們會攻擊倖存者並阻礙倖存者逃脫。這些喪屍的設計參考了一些以喪屍作主題的電影（包括28日後）。喪屍通常會成群結隊地行動，生命值不高，但是數量最多。
遊戲中喪屍的特徵包括：
- 喪失理智，看到活人就會瘋狂攻擊。
- 對聲響以及光源極為敏感，敏捷程度比正常人高許多。
- 七孔流血，皮膚灰白，眼睛呈现奶白色，會發生出奇怪的喊聲。
- 在接觸任何倖存者以前，喪屍大多會進入「閒晃」的狀態。閒晃時，喪屍們會蹲、躺、坐、靠牆、嘔吐，甚至還會打架。當倖存者站在打架中的喪尸附近時，喪尸們依然會互毆直到其中一位喪尸死亡，未死亡的喪尸則會向倖存者發起攻擊。

## 特殊感染者 （Special Infected）
簡稱特感，除了一般的感染者之外，遊戲中還有五種特殊的感染者(Boomer、Hunter、Smoker、Witch和Tank)，他們有比一般感染者更具威脅性的特殊攻擊技能。
- Boomer 的特徵是肥胖的身軀、身上有膿包，以及咕噥的叫聲。Boomer的移動速度較慢，只有極低的生命值（值得注意的是，大部份的特殊感染者能夠用推擊殺死，一般來說要五下，但Boomer只要四下，所以要留意推擊Boomer的次數）。但是Boomer可以往倖存者身上嘔吐，當倖存者被吐到時視線会受到極大阻礙，嘔吐物還會與人體的費洛蒙產生化學作用，效果與貓草相當，立即引來一大群喪屍，並視沾到嘔吐物的倖存者為最優先的攻擊對象。當Boomer被殺時，Boomer會產生屍爆，在屍爆範圍內的倖存者及感染者（包括Tank）都會被屍爆的衝擊波所震開，並且屍爆所附帶的嘔吐物若噴濺到倖存者的話也會引發喪屍群的攻擊。（在Left 4 Dead 2，當倖存者被吐或噴濺到膽汁時，除非膽汁炸彈濺到感染者，否則感染者群會無視膽汁炸彈。）
- Hunter的特徵是兜帽衣服，外貌與一般感染者分別不大，但Hunter因病毒的病變使牠下身變得強壯，可作出遠距離飛撲，到達難以想像的位置進行突襲，甚至可以在牆壁和天花板進行三角跳，是所有特殊感染者中速度最快的。Hunter在爬行狀態下會發出獨特且令人毛骨悚然的叫聲，Hunter能夠撲倒倖存者（從高樓跳下更能造成多達25點傷害），並能撞開附近的倖存者，壓著撲倒的倖存者不斷攻擊。被撲倒的倖存者無法自救，必須要由其他隊友把Hunter殺死、推開或是因為衝擊（如Boomer的屍爆、土製炸彈的衝擊波等）才可以獲救，否則被撲倒的倖存者將會被Hunter持續攻擊至死。
- Smoker的特徵是身上帶有綠色的胞子叢（綠色煙霧），會不斷咳嗽，身型略高，臉部半邊有著腫瘤。Smoker會伸出舌頭（也有人認為是腸[21]）纏著倖存者並且加以拖行。當倖存者遭到Smoker拖行至身旁時，Smoker還會以雙拳向受害者攻擊至死。若受綑綁的倖存者在遭拖行途中被其它物件卡住，他也會因為Smoker舌頭的勒行而受到傷害。被舌頭所纏著的倖存者只有一秒时間打斷舌頭自救，之后就只有靠其他玩家殺死Smoker、用武器來弄斷舌頭、或者推開受綑綁的倖存者，把身上所纏繞的舌頭弄斷。當Smoker被殺死後，原本Smoker身上帶有的胞子叢將會瞬間蔓延開來，大量的濃密胞子叢將會阻礙倖存者的視線。倖存者身陷嗆鼻煙霧中時，會發出咳嗽聲，咳嗽聲可能會刺激附近閒晃的感染者，但煙霧本身是無害的。
- Witch的特徵為會跪坐在地上哭泣（L4D2中，沼泽激战第四章外白天場景的Witch會隨機在地圖上四處遊蕩），身穿灰色内衣（在章節消逝（The Passing）中，有几率出现一隻穿婚紗的Witch），有一對亮紅色的眼睛和血紅色的爪子。Witch不會主動攻擊，但會因外來的刺激而被激怒，如光源、聲響、攻擊以及倖存者的近距離接觸等等。若倖存者以手電筒持續照射、攻擊Witch或者長時間過於接近Witch的話，Witch就會被激怒，並對激怒她的倖存者發動攻擊（在戰役的專家模式及寫實對抗中會一擊斃命）。Witch發動攻擊時，會往目標直衝過去，並且把目標擊傷倒地並不斷攻擊倖存者至死（早期設定中，Witch一旦被激怒的話是會把所有倖存者擊倒，雖然後來更改了這項設定，但玩家仍可透過輸入指令重現這種特性）。即使其他倖存者企圖阻擋Witch的去路，該倖存者也會立刻被Witch給推開。阻擋情形嚴重一點的話，Witch甚至會直接將攻擊目標改變為阻擋自身去路或不停攻擊自身的倖存者。當一位倖存者向正在追趕或攻擊另一位倖存者的Witch拋向燃燒瓶（或膽汁炸彈），Witch便會把目標改成向她拋向燃燒瓶（或膽汁炸彈）的倖存者。當Witch擊殺倖存者後，Witch會發出尖叫聲並立刻逃走。
- Tank的體型極為巨大，特徵為粗壯的手臂和低沉的吼叫聲，攻擊力和生命值極高。除了揮拳攻擊之外，Tank也會挖開地面製造出水泥、瓦礫塊進行扔擲攻擊（有趣的是Tank挖出的东西是随机的，所以投出的东西有时与场景不符，如在地铁月台上挖出一块瓦砾）。被Tank打中時，除了受到強烈的傷害之外（在戰役的專家模式中更是一擊倒地），其驚人的攻擊力道同時也可以輕而易舉的將倖存者擊飛。而Tank於對抗模式中被火燒時，其行走速度更直逼人類奔跑速度。Tank也可以用強勁的攻擊力道把地圖上部份大型物件擊飛以攻擊倖存者（如汽車、樹幹、水泥支柱等、但大型車輛如巴士、貨車、軍用悍馬車等就無法被擊飛），也能把其它感染者和倖存者無法摧毀的物件摧毀（如混凝土牆、安全門、地下鐵列車車門等）。被Tank擊飛出去的特殊物件如擊中倖存者，則倖存者會當場倒地，若該物件壓著倖存者的話會持續扣血。

## 主线剧情

Beta版本中倖存者的外表。

遊戲的故事發生在美國賓夕法尼亞州，遊戲中的災難是由變種的狂犬病毒所引起，而遊戲中的四名倖存者對這種病毒免疫(在官方漫畫犧牲者中，提及他們是攜帶者)。根據官方漫畫，這種病毒會不停變異，有時候通過空氣傳染，有時候不通過空氣傳染。官方在2010年9月15日釋出了數位漫畫，講述倖存者們在各個劇情章節之間的遭遇。
遊戲共有6個劇情（campaigns），分別為：毫不留情（No Mercy）、死亡喪鐘（Death Toll）、死亡機場（Dead Air）、噬血豐收（Blood Harvest）、坠机险途（Crash Course）及犧牲（The Sacrifice）。首四個劇情都被分成五個章節，而坠机险途和犧牲就分別只有兩個和三個章節。在各個劇情章節中，玩家必須和其它倖存者一起逃到下一個安全地點（安全室），而在最後一個章節中，倖存者必須死守一個據點直到救援載具來臨或成功啟動逃脫用的機關。這些劇情都是線性任務（Linear），有固定的起點和終點，但當中會有好幾條支路，以增加遊戲的可玩性。每一條支路的長短、路上所遇到的敵人和得到的補給品的數量也不一樣，另外，玩家可以從其他網頁中下載附加的元件戰役。。
遊戲中的世界有一個稱為Civil Emergency and Defense Agency（CEDA）的防疫機構，雖然它並沒有直接被提及，不過玩家可以從一些貼在安全室和被封鎖的建築物上的告示里找到它的名字。

### 毫不留情（No Mercy）
倖存者從費城的Fairfield（一個虛構的城市）的市區中的一座公寓頂樓，從經過的直升機廣播中得知城市疏散點是即將落成的慈愛醫院（又名仁慈醫院），於是比爾提出經地下鐵道逃往慈愛醫院，一行人於是經過充滿感染者的街道，成功進入地鐵安全室，然而在地下鐵路內也是充斥感染者的死亡陷阱，當他們沿著鐵軌行走，發現前路被倒塌的泥石阻擋，於是一行人又再一次回到街道，並穿過當鋪及倉庫，成功進入下水道並到達慈愛醫院（Mercy Hospital），成功登上天台用无线电聯絡上一架貝爾204/205直升機的駕駛員，於是駕駛員趕來將四人接走。

### 墜機險途（Crash Course）
- 關卡名又可譯爲「速成課程」

倖存者在登上直升機後發現駕駛員被感染，於是若依把受到感染的駕駛員射殺。結果直升機在Fairfield和河岸市(Riverside)之間的地區墜毀，在沿路中法蘭西斯對於若伊射殺了駕駛員這件事有稍稍抱怨。倖存者從直升機墜毀的地方一路過關斬將，並在安全室壁牆上的文字中得知有倖存者製造改裝卡車，並企圖逃往成功被軍方防守的河岸市。四人於是前往該車庫，啟動發電機等待改裝卡車降下，過程中一路抵抗被發電機噪音所驚動而持續來襲的感染者大軍，當卡車成功降下，各人便馬上登車，全速逃往河岸市。

### 死亡喪鐘（Death Toll）
由於公路被大量被遺棄的汽車所堵塞，倖存者逼於無奈要下車繼續走路，路易斯由無線電廣播中得知河岸市成功被軍方守住了，於是他們便決定前往河岸市。途中，倖存者發現經往市鎮的隧道被軍方設立的路障阻擋了，所以要另覓途徑，改由經下水道前往調車場，再沿著調車場旁的公路成功前往河岸市，但發現當地水靜鵝飛，無奈下倖存者走到市鎮教堂希望另覓途徑，發現教堂安全室內有一名男子，他約一小時前被感染者所傷，因病毒作用的關係而瘋言亂語，倖存者表示希望能進入教堂的安全室，但該男子不相信倖存者是免疫的，於是就啟動教堂大鐘，招惹了一大批感染者前來，經過一陣死守後，該男子因異變成感染者（隨機變成一種特殊感染者）而停止響鐘，倖存者殺死了他，進入了安全室。倖存者穿過小鎮時發現河岸市已是一個充滿感染者的疫區，比爾表示：「一群可憐的混蛋把自己關在城市內。但竟然被一個感染者將之徹底瓦解。」證明了感染者大軍是不能透過防禦策略來對應，牠們無孔不入，至死方休。倖存者成功逃出河岸市，到達岸邊用對講機與聯絡到一對漁船上的夫婦，大批感染者隨即來襲，最後漁船上的夫婦來到河邊，把倖存者帶走。

### 死亡機場（Dead Air）
倖存者來到對岸四處著火的城市Newburg，被船主趕下了船，倖存者再次突破重圍，到達一個位於天台的溫室，發現有一架C-130運輸機飛過，於是法蘭西斯提議前往機場尋找救援。穿過由無數商廈、天台、市街、建築工地組成的死亡陷阱，倖存者終於到達了機場，卻發現整個機場都已被破壞和被感染者佔據，所有飛機要不然是已經飛走了便是墜毀了，幸好有一架私人飛機（C-130運輸機）仍未起飛，因為裡面的機師沒有辦法離開機艙替飛機加油，而被逼滯留於此，他答應倖存者，如果他們替飛機加油，他會載他們離開這裡，由於倖存者也沒有退路了，只好啟動了運油車，並引來大批感染者。當飛機完成入油後，機師也並無食言，倖存者成功乘坐私人飛機離開機場。
- 官方於2016年11月4日釋出此前從未發佈的半成品戰役「Dam It」[28]，為死亡機場至嗜血豐收期間發生的故事補充了解釋（有玩家原本推測運輸機墜毀的說法也在此時遭到駁回）：

倖存者乘坐的飛機在一座民用機場迫降，穿過果園、農莊、露營場等地之後，倖存者找到了一條山間小路，但前進時森林大火引發了一場爆炸。平安穿過森林之後，倖存者跟隨著伐木貨車的指示來到了一個瞭望台，並利用原本移開木材的裝置開出了條路繼續前進。在到了水壩之後，倖存者一路來到了壩頂，啟動發電機開啟壩頂道路的閘門後便前往阿勒格尼國家公園。

### 嗜血豐收（Blood Harvest）
倖存者來到了阿勒格尼國家公園之後，法蘭西斯表示我們不能一直依靠自己生存，於是倖存者中沿著鐵路，走到北面的軍隊的據點尋找救援。倖存者殺出森林後，成功找到鐵路便一直沿著鐵路逃離疫區，但鐵路沿線上的隧道因受到感染者或人為因素而有出軌列車攔路，倖存者於是另找路線，成功穿過山林及連接隧道的建築物後再次找到鐵路，但又一次被出軌的列車攔路，各人只好把列車撞擊橋樑使之倒塌，成功造成了一條斜道並登上崖壁，穿過農舍後又一次成功找到鐵路，他們便繼續沿著鐵路找到軍方設立的農莊疏散點，向軍方求救後，感染者大軍又一次來襲，最後軍方派出的XA-180装甲运兵车趕到將四人接走。

### 犧牲（The Sacrifice）
按數位漫畫中劇情，倖存者在到達北部軍營後被囚禁，並在營內醫生對話中得知，他們並非免疫者而是帶菌者，意即他們體內病毒不會令他們病變，但仍會使普通人受到感染。同時，軍營內發生叛亂，警報亂鳴把方圓數里的所有感染者吸引過來，先是Hunter及Smoker的突擊殺害兩名守兵，隨後無數感染者跟隨，營地內亂作一團，這時倖存者知道此地不宜久留，便馬上逃往附近的列車站，同行的兩名士兵表示自己只是普通人，而決定返回軍方據點防守，打算抵抗感染者大軍的攻擊後，便會逃往安全區，但事與願違，感染者大軍輕易地瓦解軍方防禦，所有戰線消失，這兩名士兵與他們無數戰友一同被成千上萬的感染者所吞噬，而生還的士兵均逃至列車站，但比爾仍開動列車，甚至害死了該名一直同行並同為帶菌者的醫生，若依對比爾做法深感不滿，路上一直責罵比爾，但比爾不為所動。
列車一直由美國北部開出，前往美國南方地區，比爾希望在岸邊找到的帆船以逃離美國大陸，前往佛羅里達群島隱居。倖存者們穿過造船工場、燒磚工廠、擱淺的運沙船成功逃到Rayford市，沿路上除了他們熟悉的，如Boomer、Hunter、Smoker、Witch及Tank這五種特殊感染者外，因病毒不停的變異而衍生出來的新型菌株更異變出Spitter、Charger、Jockey這三種新的特殊感染者，令情況更為險峻。到達了Rayford市後，先後啟動了三部發電機，等待渡河鐵橋啟動，當鐵橋啟動各人馬上登橋，法蘭西斯按下按鈕而使橋樑上升，過程中引發巨大噪音把整個城市的感染者吸引過來，但因發電機油料不足，引發短暫的故障而停止升起，此時比爾決定犧牲自己，跑回發電機，重新啟動發電機，使其他人能生存，自己則被Tank打死。
（之後劇情接續《惡靈勢力2》中的短暫之時（The Passing）戰役。）

## 開發
遊戲的開發始於2005年年中。
惡靈勢力使用了最新版本的Source引擎，並加以改進（包括多核心支援）。遊戲加入了霧氣和濕滑地面等效果以營造氣氛。並加上畫面雜訊及暈影等電影效果以營造恐怖電影的感覺。
在遊戲的開發過程中，倖存者角色的外表和場景的風格經歷了大幅的修改。同時有不少的元素在測試後被刪除，包括一種稱為Screamer的感染者，Screamer穿著風衣，外觀與普通喪屍相同，沒有實際的攻擊力，通常混在喪屍群中。當Screamer看到倖存者後會逃離現場并發出尖叫聲，引來更多的喪屍群。但最後這個感染者被官方刪除掉，其引來喪屍群的功能被Boomer的嘔吐能力所取代。
惡靈勢力最初的構想，是製作一張大地圖，然後讓玩家自己選擇逃亡的路線，但後來開發人員發現玩家會偏於選擇某一條逃亡路線。最後，開發人員把地圖分成兩個劇情地圖，也就是死亡機場和毫不留情。而開發人員也曾經構想去製作動畫，交代劇情之間的故事，而後來他們認為玩家很快便會對動畫感到厭倦，所以這項特色也被刪除了。
另外，開發人員也設計了一個系統，對玩家的良好行為（例：扶起倒地的隊友）作出正面評價；對不好的行為（例：殺害隊友）作出負面的評價，最後為每位玩家打分數以評價玩家的表現，而最後這項功能也被取消了。

## 人工智能導演系統

系統會計算玩家的「壓力水平」

惡靈勢力的人工智能導演系統（AI Director）是遊戲的一大特色。系統會根據玩家選擇的難度、位置、狀態和壓力去決定地圖中道具和敵人的出現位置及數量，以遷就玩家的遊戲技術水平，並使玩家在每一場遊戲中都有不同的體驗（例如當倖存者隊伍遭擊潰並重新開始的時候，系統就會把場景中的敵人數量減少並增加道具的數量，讓玩家能有著較輕鬆的遊戲體驗）。遊戲亦有導演系統控制音樂，系統會根據玩家遇到的情況（遇到Tank、有倖存者角色死亡等）去決定播放相應的音樂，使玩家不會對遊戲音樂生厭。

## 評價和獎項
| 汇总媒体     | 得分                   |
| ------------ | ---------------------- |
| GameRankings | 89 （Xbox 360 and PC） |
| Metacritic   | 89 （PC and Xbox 360） |

| 媒体          | 得分    |
| ------------- | ------- |
| Edge          | 9/10    |
| 电子游戏月刊  | A- A A+ |
| Eurogamer     | 9/10    |
| Game Informer | 9.25/10 |
| GameSpot      | 8.5/10  |
| GameSpy       | 4.5/5   |
| IGN           | 9.0/10  |
| 官方Xbox杂志  | 9.5/10  |
| PC Gamer英国  | 93%     |
| TeamXbox      | 9.1/10  |
| X-Play        | 5/5     |
| Fami通        | 35/40   |
| Giant Bomb    | 4/5     |

《求生之路》推出後被多個電玩媒體予以良好的評價，大多數的電玩媒體都給予《求生之路》不俗的評分。
《求生之路》所獲得的獎項包括：
- 2008年最佳多人連線遊戲（The Best Multiplayer Game of 2008）（IGN[43][44]，GameSpy[45]，Spike TV[46]NoFrag[47]及 BAFTA[48]。）
- 年度電腦遊戲（The Computer Game of the Year）（AIAS[49]， Spike TV及Bit-tech[50]。）
- 最佳聲效及最佳射擊遊戲（Best Use of Sound for the PC and Best Shooting game）[51][52]）（IGN）
- 2008年最佳多人合作及射擊遊戲（The best Cooperative Multi-player and Shooter of 2008）（GameSpot[53][54]）

## 外部連結
- （英文）—官方网站
- （英文）—Left 4 Dead （页面存档备份，存于）在Steam网络商店的頁面